# Josep Maria Costa Serra
Josep Maria Costa Serra és un polític eivissenc nat a Vila l'any 1958.
És llicenciat en dret per la Universitat de Barcelona des de l'any 1982.
La seva trajectòria política començà l'any 1987, any de la seva afiliació al PSOE. L'any 1989 ocupà un escó de conseller al Consell Insular d'Eivissa a l'oposició, on feu de portaveu del seu grup, així com del Parlament de les Illes Balears, un càrrec que tornà a assolir l'any 2007.
L'any 1999 fou nomenat per Francesc Antich conseller d'Interior del Govern de les Illes Balears, càrrec del qual s'ocupà fins a l'any 2003.